# Philippe Lefebure
Philippe Henri Marie Lefebure, född 19 juni 1908 i Sannois, Val-d'Oise, död 5 juni 1973 i Toulon, var en fransk ishockeyspelare. Han var med i det franska ishockeylandslaget som kom på delad åttonde plats i de Olympiska vinterspelen 1928 i Sankt Moritz.